# Polowanie na dzika
Polowanie na dzika (hiszp. La caza del jabalí) – obraz hiszpańskiego malarza Francisca Goi znajdujący się w zbiorach Pałacu Królewskiego w Madrycie. 

## Seriakartonów do tapiserii
To dzieło należało do serii kartonów do tapiserii – olejnych obrazów o znacznych rozmiarach przygotowywanych jako wzór dla warsztatów tkackich Królewskiej Manufaktury Tapiserii Santa Bárbara w Madrycie. Była to pierwsza seria, którą Goya wykonał dla Karola IV (wtedy jeszcze infanta, księcia Asturii) z przeznaczeniem do jadalni pałacu-klasztoru Escorial. Seria została ukończona w 1775, a jej tematem były łowy i wędkarstwo – ulubione rozrywki przyszłego monarchy i jego ojca Karola III. Oprócz Polowania na dzika w jej skład wchodziły dzieła: Polowanie na przepiórki, Myśliwy z psami, Myśliwy ładujący broń, Psy na smyczy, Polowanie z wabikiem i Wędkarz, Muchachos cazando con un mochuelo i Caza muerta. Wykonanie tej serii kartonów, która została dobrze przyjęta przez książęcą parę, otworzyło Goi drogę do kariery na dworze.

## Analiza
W pierwszym roku pracy jako malarz kartonów do tapiserii Goya pracował pod kierunkiem swojego szwagra Francisca Bayeu. Bayeu, doświadczony artysta o niekwestionowalnej pozycji na dworze, wykonywał szkice kartonów, nad którymi później pracował Goya. Jego pierwsze projekty są utrzymane w stylu nadwornych projektantów gobelinów, przypominają zwłaszcza prace José del Castillo i Ramona Bayeu, brata Francisca. Dopiero po ukończeniu tej serii i pozytywnej opinii królewskiej rodziny, Goya otrzymał pozwolenie na wykonywanie kartonów według własnych projektów.
Polowanie na dzika jest pierwszym udokumentowanym projektem gobelinu wykonanym przez Goyę i jednocześnie największym z całej serii o łowach. Kompozycja przedstawia myśliwych polujących z psami na dzika. Scena rozgrywa się na skraju lasu, a w tle wznoszą się budynki miasta. Widać tu brak doświadczenia Goi przejawiający się w anonimowym stylu i użyciu przygasłych barw.
W późniejszych projektach Goya znacznie poprawił styl, koloryt i kompozycję, osiągając pod tym względem mistrzostwo w dziele Parasolka.